# CD Jorge Wilstermann
Club Deportivo Jorge Wilstermann, vanligtvis endast Jorge Wilstermann, är en fotbollsklubb från staden Cochabamba i Bolivia. Klubben är döpt efter den bolivianske piloten Jorge Wilstermann. Wilstermann grundades den 24 november 1949 och spelar sina hemmamatcher på Estadio Félix Capriles, som har en maxkapacitet på 35 000 åskådare.